# Ctenanthe dasycarpa
Ctenanthe dasycarpa är en strimbladsväxtart som först beskrevs av John Donnell Smith, och fick sitt nu gällande namn av Karl Moritz Schumann. Ctenanthe dasycarpa ingår i släktet Ctenanthe och familjen strimbladsväxter. Inga underarter finns listade.

## Bildgalleri

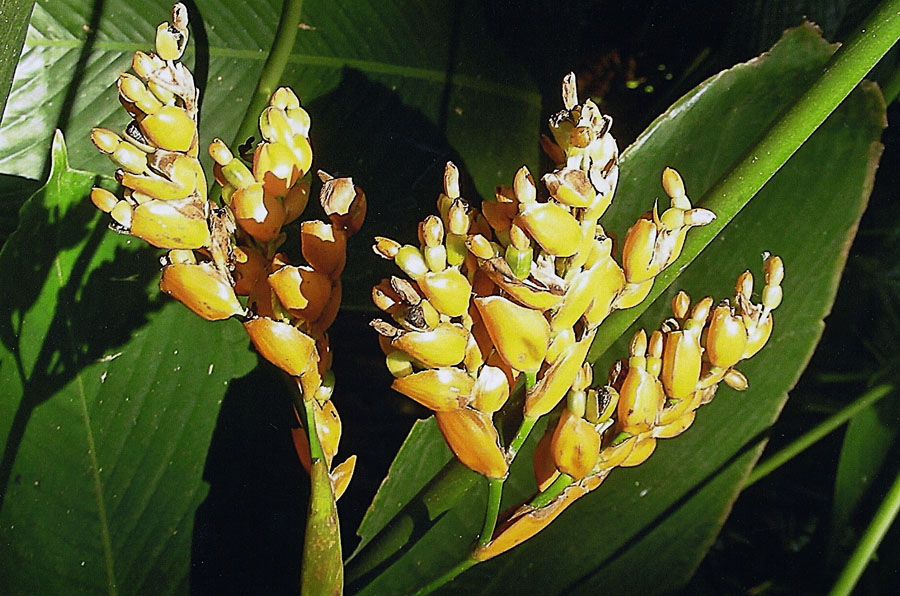